# Liste des cathédrales d'Atlanta
Plusieurs confessions chrétiennes ont une cathédrale à Atlanta aux États-Unis :
- la cathédrale du Christ-Roi se rattache à l’Église catholique ;
- la cathédrale Saint-Philippe se rattache à l’Église épiscopalienne.